# Seule avec toi
Pour plus de détails, voir Fiche technique et Distribution.
Seule avec toi (A solas contigo) est un film espagnol réalisé par Eduardo Campoy, sorti en 1990.

## Synopsis
Le lieutenant Javier Artabe et Carlos Escorial, membres du service de renseignement de la marine, doivent enquêter sur l'origine des revenus du capitaine Valenzuela.

## Fiche technique
- Titre : Seule avec toi
- Titre original : A solas contigo
- Réalisation : Eduardo Campoy
- Scénario : Agustín Díaz Yanes, Eduardo Calvo et Manolo Matji
- Musique : Mario de Benito
- Photographie : Alfredo Mayo
- Montage : Luis Manuel del Valle
- Société de production : Creativos Asociados de Radio y Televisión, Flamenco Films et Laurenfilm
- Pays :  Espagne
- Genre : Thriller et espionnage
- Durée : 98 minutes
- Dates de sortie : 
  - Espagne : 5 septembre 1990
  - France : 14 octobre 1992

## Distribution
- Victoria Abril : Gloria
- Imanol Arias : Javier
- Juan Echanove : Álvaro
- Nacho Martínez : Carlos
- Rafael Romero Marchent : Quintero
- Conrado San Martín : l'amiral La Huerta
- Manuel Gil : Valenzuela
- María Luisa San José : Cecilia
- Esperanza Campuzano : Mónica
- Emma Suárez : la sœur de Gloria
- Javier Inglés : Ferran
- Miguel Ortiz : Alviz
- Isabel Prinz : la secrétaire Álvaro
- Saturnino García : Paco

## Distinctions
Le film a été nommé pour trois prix Goya.